# Maniera literacka
Maniera literacka – zestaw skonwencjonalizowanych środków literackich, wtórnych i pozbawionych oryginalności.
Maniera często wiąże się ze szkołami literackimi, w których styl wybitnego pisarza naśladowany jest przez jego drugorzędnych następców. Naśladowany może być też styl danej epoki literackiej lub pojedynczego dzieła.